# سدا فتاح اوغلو
سدا فتاح اوغلو (انگلیسی: Seda Fettahoğlu; ۲۶ سپتامبر ۱۹۷۹ – ۲۷ سپتامبر ۲۰۲۳) بازیگر اهل ترکیه بود. وی بین سال‌های ۲۰۰۲ تا ۲۰۲۳ میلادی فعالیت می‌کرد.